# Anthony Sayer
Pour les articles homonymes, voir Sayer.
Anthony Sayer, né à Londres en 1672 et mort dans la même ville en 1741 est un écrivain et franc-maçon anglais.

## Biographie
Anthony Sayer est élu premier grand maître de la naissante Première Grande Loge d'Angleterre, première obédience maçonnique créée le 24 juin 1717, jour de la Saint Jean-Baptiste. Il est  ensuite premier grand surveillant (Senior Grand Warden) de la grande loge sous la direction de John Theophilus Désaguliers.